# Pseudobathytanais gibberosus
Pseudobathytanais gibberosus is een naaldkreeftjessoort uit de familie van de Paratanaidae. De wetenschappelijke naam van de soort is voor het eerst geldig gepubliceerd in 2001 door Larsen & Heard.